# Erfurter Latrinensturz

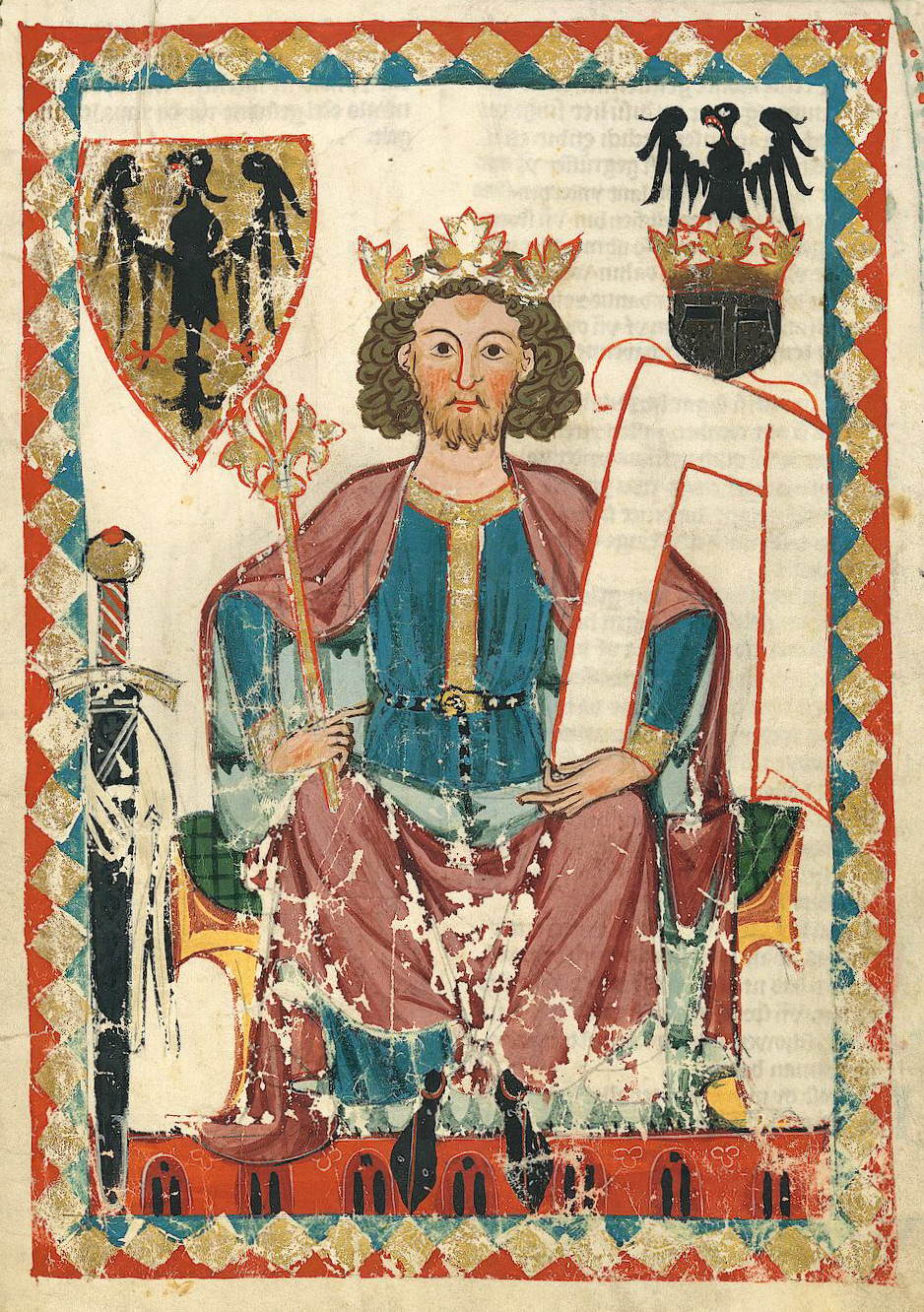
Heinrich VI., hier eine Darstellung aus dem Codex Manesse, überlebte den Erfurter Latrinensturz.

Der Erfurter Latrinensturz war ein Unglück bei einem königlichen Hoftag in Erfurt im Jahre 1184, bei dem etwa 60 Anwesende, darunter viele Adelige, umkamen und viele weitere verletzt wurden. Die Bezeichnung Latrinensturz kommt vom Hergang des Unfalls, bei dem die Opfer durch zwei Stockwerke der Dompropstei des Marienstiftes in die darunterliegende Toilettengrube fielen.

## Das Unglück
Im Juli 1184 kam der König und spätere Kaiser Heinrich VI. auf einem Feldzug gegen Polen nach Erfurt und hielt dort kurz Hof. Er versuchte, einen schweren Streit zu schlichten, der nach dem Sturz Heinrichs des Löwen zwischen Erzbischof Konrad I. von Mainz und dem Landgrafen von Thüringen, Ludwig III. entbrannt war.
Am 26. Juli 1184 saß Heinrich mit großem Gefolge, darunter etliche Fürsten und Bischöfe, im oberen Stockwerk der Dompropstei des Marienstiftes zu Rat, als der alte und wohl auch morsche Boden des zweiten Geschosses plötzlich unter der außergewöhnlichen Last der vielen Menschen zusammenbrach. Dabei stürzten die meisten Anwesenden in die Tiefe, wo auch der Boden des ersten Geschosses dem plötzlichen Aufprall dieser Last nicht standhielt, sodass die Herabstürzenden noch tiefer in eine darunter liegende Abtrittgrube fielen. Viele fanden dabei den Tod (zeitgenössische Quellen sprechen von etwa 60 Toten): der Großteil ertrank oder erstickte in den in der Toilettengrube befindlichen Körperausscheidungen, andere wurden durch nachfallende Balken und Steine erschlagen oder verletzt. Die Chronik von St. Peter in Erfurt erwähnt unter den Todesopfern namentlich Graf Gozmar III. von Ziegenhain, Graf Friedrich I. von Abenberg, Burggraf Friedrich I. von Kirchberg, Graf Heinrich von Schwarzburg, Burggraf Burchard von der Wartburg und Beringer I. von Meldingen.
König Heinrich selbst und der Bischof Konrad I. von Wittelsbach saßen zum Zeitpunkt des Unglücks in einer gemauerten Fensternische der steinernen Außenwand und wurden mittels Leitern in Sicherheit gebracht. König Heinrich reiste nach dem Unglück umgehend aus Erfurt ab. Landgraf Ludwig konnte ebenfalls gerettet werden.

## Rezeption
Der Erfurter Latrinensturz wird im Wartburgkriegs-Roman Krieg der Sänger (2012) von Robert Löhr aufgegriffen und literarisch ausgearbeitet.